# Protopopiwka (obwód odeski)
Protopopiwka – wieś na Ukrainie, w obwodzie odeskim, w rejonie bielajewskim. W 2001 roku liczyła 425 mieszkańców.